# Formación bruta de capital fijo
La Formación Bruta de Capital Fijo (FBCF) es un concepto macroeconómico utilizado en las cuentas nacionales, como el Sistema Europeo de Cuentas (SEC). Estadísticamente mide el valor de las adquisiciones de activos fijos nuevos o existentes  menos las cesiones de activos fijos realizados por el sector empresarial, los gobiernos y los hogares (con exclusión de sus empresas no constituidas en sociedad). En el análisis macroeconómico, la FBCF es uno de los dos componentes del gasto de inversión, que se incluye dentro del PIB, lo que muestra cómo una gran parte del nuevo valor añadido en la economía se invierte en lugar de ser consumido.

## Capital fijo
La FBCF comprende las adquisiciones (menos las cesiones) de activos fijos que llevan a cabo los productores residentes durante un periodo determinado. Incluye aquella inversión destinada a cubrir la depreciación del stock de capital, por ello incluye el adjetivo "bruta". Los activos fijos  son activos materiales o inmateriales obtenidos a partir de procesos productivos y se utilizan, de forma repetida,  en otros procesos de producción durante más de un año.
El nuevo sistema SEC2010 ha supuesto un cambio relevante en los componentes. Se reconoce que el gasto en I+D es una inversión y también el gasto en sistemas de armamento.
La distribución de la FBCF entre los distintos tipos de activos con el nuevo sistema SEC 2010 es:
AN.111 Viviendas
AN.112 Otros edificios y construcciones
AN. 113+114 Maquinaria y bienes de equipo y sistemas de armamento
AN.115 Recursos biológicos cultivados
AN.117 Productos de la propiedad intelectual

## El carácter bruto
La FBCF se denomina "bruta" porque la medida no hace los ajustes para excluir el consumo de capital fijo (depreciación de activos fijos) de las cifras de inversión. Para el análisis de la evolución del stock de capital productivo, es importante para medir el valor de las adquisiciones menos cesiones de activos fijos más allá de sustitución por obsolescencia de los activos existentes debido al desgaste normal.

## Exclusiones del concepto
La exclusión más importante de la FBCF es la compra y venta de tierras. La razón original, dejando de lado los problemas complejos de valoración para estimar el valor de la tierra de una manera estándar, es que si se vende una porción de tierra, el importe total de las tierras ya existentes no se modifica, no se considera como aumento de tal modo, sino un cambio en la propiedad de la tierra cultivable sin aumento de la misma. Por lo tanto, sólo el valor de las mejoras realizadas en la tierra está incluido en medición de la FBCF como una adición neta a la riqueza de un país. En casos especiales, como la recuperación de tierras del mar, un río o un lago (por ejemplo, un pólder), nueva tierra de hecho pueden ser creados y vendidos en los que no existía antes, añadiéndose a los activos fijos. La medida de la FBCF siempre se aplica a las empresas residentes de un territorio nacional, y así por ejemplo, si la exploración de petróleo se produce en el mar abierto, la inversión fija nuevos asociados se asigna al territorio nacional en el que las empresas pertinentes son residentes.